# ذنب الأسد قصير الرأس
ذنب الأسد قصير الرأس (الاسم العلمي:†Denebola brachycephala) هو نوع من الثدييات يتبع جنس ذنب الأسد من فصيلة الحيتان البيضاء. وهو أقدم سلف معروف للحوت الأبيض Delphinapterus leucas ويعود إلى فترة الميوسين العليا. تم العثور على أحفورة له في شبه جزيرة باخا كاليفورنيا مما يدل على أن الأسرة كانت موجودة في المياه الدافئة.